# 議會黨團
議會黨團（英語：parliamentary group、parliamentary caucus、political group）是指由一定数量的议员（来自同一政党或不同政党）在議會裡组成的政治团体。
一些議會制度允許規模較小的政黨（其數量不足以組建自己名下的議會團體）與其他不同意識形態的政黨（或與無黨籍）一同組織，以便從正式授予的權利或特權中受益。

## 外部連結
- Political groups of the European Parliament（页面存档备份，存于）
- Parliamentary groups of the Parliament of Finland
- Parliamentary groups of the French parliament
- Parliamentary groups of the German parliament